# Родительский контроль

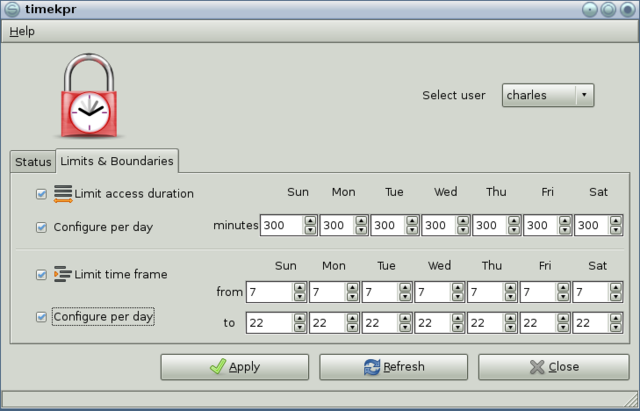
TimeKpr - Linux-приложения для ограничения использования компьютера по времени.

Родительский контроль — класс программных решений для ограничения доступа ребенка к различным типам информации в интернете или тем или иным функциям устройства (телевизора, планшета или приставки), а также лимитирующих время их использования. Данные решения могут быть штатными (встроенными в операционную систему устройства) либо приобретаться и устанавливаться дополнительно. 
В основных мобильных операционных системах - iOS и Android существуют встроенные системы родительского контроля. У Apple
это «Экранное время» (раздел «Семья» в настройках), а у Google это отдельный сервис Google Family Link.

## Виды контроля
Ограничение при таком контроле может осуществляться как по времени (определённые часы в течение суток, либо определённые дни), так и по определённым интернет-ресурсам нежелательной направленности.

### Контроль посредством ограничений
- ограничение на время использования компьютера (к примеру в рабочие дни с 16:00 до 17:30, в выходные с 10:00 до 18:00);
- ограничение на запуск программных продуктов (можно указать только те программы, которыми может пользоваться ребёнок);
- ограничение на время использования той или иной программы (к примеру «игра» до 2-х часов в день);
- ограничение на посещение интернет ресурсов:
  - посещение только определённых сайтов (указанных в списке);
  - запрет на посещение сайтов определённых тематик;
  - блокировка определённых сайтов для посещения.
- Функции для защиты зрения и слуха
- Запрет  встроенных интернет-покупок либо формирование запроса на совершение таковых.

### Ручной контроль со стороны родителя
Данные виды контроля осуществляются удаленно посредством функций родительского контроля.
- Через историю браузера проверка сайтов, посещаемых ребёнком;
- Отслеживание местоположения устройства (актуально для мобильных устройств);
- Просмотр контактов, истории звонков, SMS, мессенджеров, загружаемых фото и т.п.

## Решения
Продукты для родительского контроля существуют у таких компаний как MCafee (США), Eset (Словакия), Kaspersky Lab (Россия), Родительский контроль Кроха (Украина).

### Приставки с функцией родительского контроля
- PlayStation 5
- PlayStation 4
- PlayStation 3
- PlayStation 2 (только для DVD)
- PlayStation Vita
- PlayStation Portable
- Xbox (console)
- Xbox 360
- Xbox One
- Xbox Series X/S
- Nintendo DSi
- Nintendo 3DS
- Nintendo Switch
- Wii
- Wii U
- GameStick
- Nintendo DS